# 藤井正亭治
藤井 正亭治（ふじい しょうていじ、文政8年1月9日（1825年2月26日） - 明治26年（1893年）8月8日）は、日本の医師。出羽国久保田藩の藩医。長崎へ遊学し、藩主佐竹義堯の喘息治療のため、藩に伝わる薬の改良に取り組んだ。同薬が龍角散と命名されたのもこの頃とされている。明治維新後には、佐竹氏の下屋敷にほど近い、東京神田に漢方薬の店を構えたと言われる。
明治初期の記録によると、正亭治は大曲の皇漢洋薬種所と東京支店を経営していたと言う。

## 来歴
- 秋田で一番有名な民間薬といえば龍角散であるが、龍角散は大曲で生まれたとされている[5]。
- 正亭治は藤井玄淵の子孫で、玄信の子にあたる[6]。今の秋田県出身[4][7][8]で、明治以降の族籍は東京府平民[9]。
- 大曲の勝町（浜町）に居を構え、大曲と江戸とを行き来する生活であったと言われる[6]。
- 嘉永3年（1850年）3月26日に華岡流の鷺洲に入門。名前は「藤井正亭」となっている。正亭治はここで内科だけではなく、華岡流の外科を習得した[6]。
- 明治初期は医者として著名となった。明治維新後、東京・神田区豊島町（今の東神田）に藤井薬種店を開業した[10]。
- 龍角散は薬事法によって登録され、商標は徳川葵の紋を使用したが、のち藤井家の家紋に改められた。なお、藤井家は現在も薬局を経営している[6]。
- 正亭治の長男であった得三郎の弟の定吉が秋田県大曲の村に支店を開いたとされるが、秋田県立博物館の説明によると、「はじめは大曲を本店とした」、「正亭治の三男・得三郎」となっている[4]
- 得三郎は、東京帝国大学医学部（東京大学薬学部の前身）別科（夜学扱い）で学んだ薬剤師であった。
- 明治26年に得三郎が微粉末の処方を完成させ、「藤井得三郎商店」を開業した。同年10月、正亭治の没後に家督を相続した。

## エピソード
- 本県では秋田藩士に藤井氏がある。常陸国那珂郡藤井郷発祥の佐竹氏族で、佐竹十代義篤の六男・義貫の子孫である。ほか京、大阪、関東からの入国諸家もあろう。大曲市の富商藤井家は常陸から佐竹を慕って久保田に入り、江戸中期に大曲に移ったとされ、竜角散を製造した医師・藤井玄渕がいる[11]。
- 佐竹義堯には喘息の持病があったが、それを治すために藩医（側医）・正亭治が蘭学の知識を取り入れ、改良したのが現代にも続く龍角散である[12]。
- 「龍角散」という名がついたのは、江戸末期のこと。御典医の正亭治が、原料に「龍骨」、「鹿角霜」、「龍脳」を用いることから名づけたものとされる[13]。
- 大曲の村の駒場の発着所は、今の黒川呉服店の裏手、有坂市郎左衛門邸の裏の倉庫のある辺りにあった。この駒場と元の薬店・藤井正亭治の家とが、隣り合っていたという[14]。

## 関連作品
わらび座ミュージカル『龍角散Presents・ゴホン！といえば』（2022年、脚本・演出：マキノノゾミ、藤井玄淵・正亭治役：戎本みろ）

### ミュージカルのあらすじ
- 物語は江戸後期、六郷に住む藤井玄信は江戸遊学を希望していたが、父の玄淵はそれを許さず、厳しい修行を言い渡していた。そんな日々の中、玄信は医術と向き合う大切さを実感し、藩の秘伝薬に改良を加えることを思い立つ[16][注釈 1]。